# 미나미히라기시역
미나미히라기시역(일본어: 南平岸駅)은 일본 홋카이도 삿포로시 도요히라구에 위치한 삿포로 시영 지하철의 역이다.

## 역 구조
1면 2선 섬식 승강장의 고가역이다. 1층에 개찰구, 2층에 승강장이 있다. 1층에는 키요스크가 있다. 개찰구와 승강장을 연결하는 엘리베이터가 설치되어 있다. 역사의 동쪽에는 버스 승강장이 있고 서쪽에는 택시 승강장, 북쪽과 남쪽의 고가 밑에는 자전거 주차장이 있다.

### 타는 곳
| 1 | 난보쿠 선 | 마코마나이 방면             |
| 2 | 난보쿠 선 | 오도리・삿포로・아사부 방면 |

## 이용 현황
삿포로 시 교통국의 조사에 따르면 2015년도 1일 평균 승차 인원은 7,741명이다.
최근 1일 평균 승차 인원의 추이는 다음과 같다.
| 연도 | 1일 평균 승차 인원 |
| ---- | ------------------ |
| 2008 | 8,080              |
| 2009 | 7,820              |
| 2010 | 7,831              |
| 2011 | 7,847              |
| 2012 | 7,964              |
| 2013 | 8,014              |
| 2014 | 7,846              |
| 2015 | 7,741              |

## 역 주변
일대는 시가지로 역 부근에서 서쪽으로 250m에 위치하고 히라기시 대로변에 상점이 집중하여 있다. 남동쪽으로 약 400m 지점에 옛 지명인 레이엔마에 역의 유래가 된 히라기시 령원이 있다.
- 국도 제453호선
- 도요히라 경찰서 미나미히라기시 파출소
- 도요히라 히라기시 우체국
- 호쿠요 은행 히라기시미나미 지점
- 히라기시 령원
- 홋카이도 TV 방송 (HTB)
- 삿포로 히라기시 수영장
- 히라기시타카다이 공원
- 삿포로 시립 히라기시 초등학교
- 히라기시 유치원

## 역사
- 1971년 12월 16일: 삿포로 시영 지하철 난보쿠 선 기타24조 ~ 마코마나이 역간 개통과 동시에 레이엔마에역으로 영업 개시.
- 1984년
  - 6월: 역사 증축 공사 착수[1].
  - 12월 14일: 역사 증축 공사 완료[2].
- 1994년 10월 14일: 미나미히라기시역으로 역명 변경.
- 2013년 1월 24일: 스크린도어 사용 개시[3].

## 사진

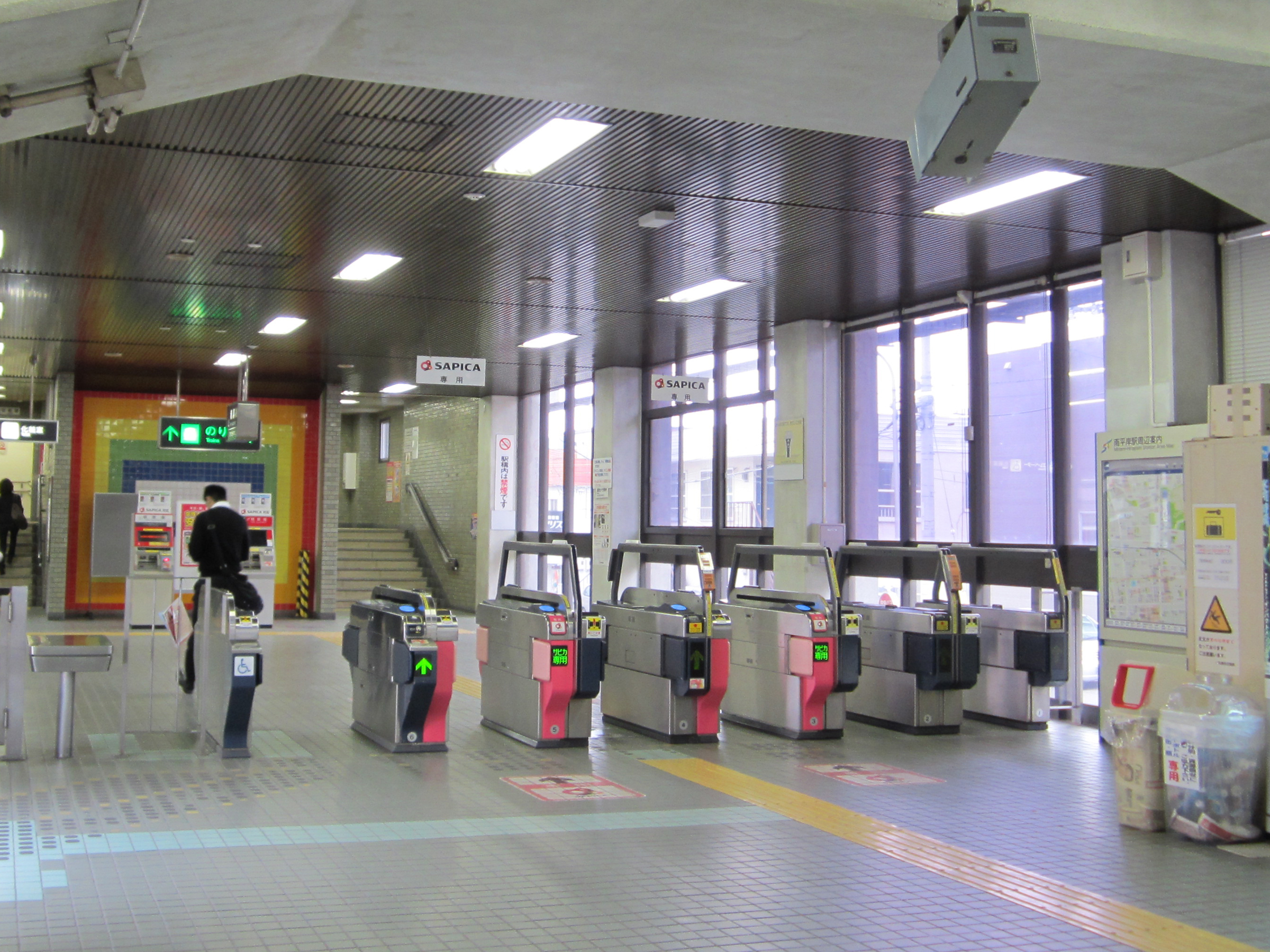
개찰구
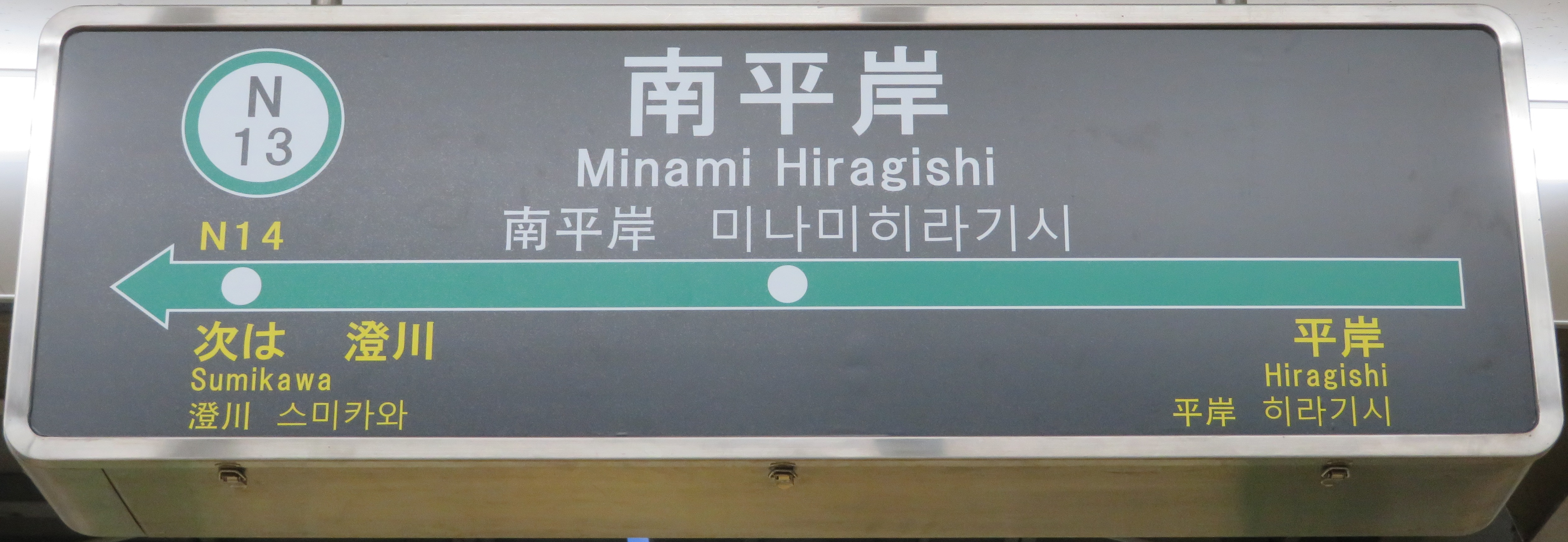
역명판
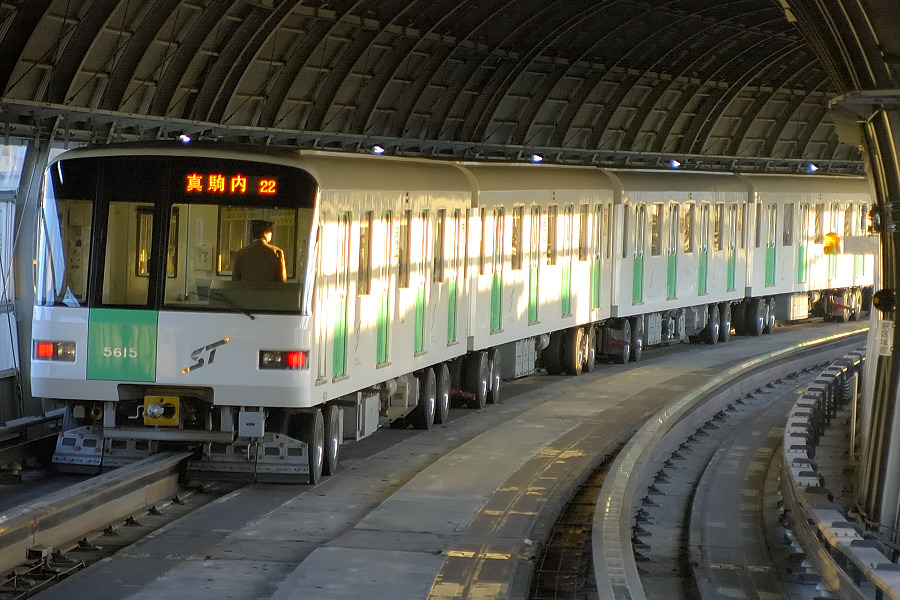
운용 중인 5000계 전동차

## 인접역
| 삿포로 시 교통국 지하철 난보쿠 선 | 삿포로 시 교통국 지하철 난보쿠 선 | 삿포로 시 교통국 지하철 난보쿠 선 |
| --------------------------------- | --------------------------------- | --------------------------------- |
| N12 히라기시 아사부 방면          | ● 난보쿠 선                       | N14 스미카와 마코마나이 방면      |